# Coupe d'Europe de beach soccer 2010
 (juillet 2025).
Si vous disposez d'ouvrages ou d'articles de référence ou si vous connaissez des sites web de qualité traitant du thème abordé ici, merci de compléter l'article en donnant les références utiles à sa vérifiabilité et en les liant à la section « Notes et références ».
Navigation
2009 2012
L'Euro Beach Soccer Cup 2010 est la douzième édition de cette compétition regroupant les huit meilleurs nations de beach soccer d'Europe. Elle se déroule pour la deuxième fois consécutive à Rome du 4 au 6 juin 2010.
La Russie remporte pour la première fois le trophée.

## Nations participantes
- Espagne

- France

- Hongrie

- Italie

- Pologne

- Portugal

- Russie

- Suisse

## Déroulement
Huit équipes participent au tournoi qui se joue à élimination directe et commence aux quarts de finale avant des matchs de classement.

## Tournoi

### Quarts de finale
| Date   | Équipe 1 | Résultat | Équipe 2 |
| ------ | -------- | -------- | -------- |
| 4 juin | Portugal | 2 - 1    | Suisse   |
| 4 juin | Espagne  | 8 - 3    | Pologne  |
| 4 juin | Russie   | 8 - 2    | France   |
| 4 juin | Italie   | 8 - 3    | Hongrie  |

### Demi-finale
| Date   | Équipe 1 | Résultat | Équipe 2 |
| ------ | -------- | -------- | -------- |
| 5 juin | Russie   | 7 - 5    | Espagne  |
| 5 juin | Portugal | 10 - 7   | Italie   |

### 5eà la8eplace
| Tour                       | Date   | Équipe 1 | Résultat | Équipe 2 |
| -------------------------- | ------ | -------- | -------- | -------- |
| Demi-finales de classement | 5 juin | Suisse   | 7 - 1    | Hongrie  |
| Demi-finales de classement | 5 juin | Pologne  | 7 - 5    | France   |
| 7e place                   | 6 juin | France   | 7 - 5    | Hongrie  |
| 5e place                   | 6 juin | Suisse   | 6 - 5    | Pologne  |

### 3eplace
| 6 juin 2010 | Italie | 5 - 4 | Espagne |  |  |
|             |        |       |         |  |  |

### Finale
| 6 juin 2010 | Russie | 6 - 4 | Portugal |  |  |
|             |        |       |          |  |  |

## Classement final
| Place | Équipe   |
| ----- | -------- |
| 1     | Russie   |
| 2     | Portugal |
| 3     | Italie   |
| 4     | Espagne  |
| 5     | Suisse   |
| 6     | Pologne  |
| 7     | France   |
| 8     | Hongrie  |

## Récompenses individuelles
Trophées individuels décernés à la fin de la compétition :
- Meilleur joueur :  Ilya Leonov
- Meilleurs buteurs :  Madjer
- Meilleur gardien :  Andreï Boukhlitski